# Jelenecká jaskyňa
Jelenecká jaskyňa je přírodní památka ve správě příspěvkové organizace Správa slovenských jeskyní.
Nachází se v katastrálním území obce Staré Hory v okrese Banská Bystrica v Banskobystrickém kraji. Území bylo vyhlášeno či novelizováno v letech 1994, 2012 na rozloze x ha. Rozloha ochranného pásma byla stanovena na 2,6828 ha.